# Porsche Tennis Grand Prix 2005
Il Porsche Tennis Grand Prix 2005 è stato un torneo femminile di tennis giocato sul cemento indoor. È stata la 28ª edizione del Porsche Tennis Grand Prix, che fa parte della categoria Tier II nell'ambito del WTA Tour 2005.
Si è giocato a Filderstadt in Germania, dal 3 al 9 ottobre 2005.

## Campionesse

### Singolare
Lindsay Davenport ha battuto in finale  Amélie Mauresmo con il punteggio di 6–2, 6–4

### Doppio
Daniela Hantuchová  /  Anastasija Myskina ha battuto in finale  Květa Peschke  /  Francesca Schiavone con il punteggio di 6–0, 3–6, 7–5